# Jonathan Brandis
Jonathan Gregory Brandis (Danbury (Connecticut), 13 april 1976 – Los Angeles, 12 november 2003) was een Amerikaans acteur.
Brandis speelde als kind al in veel reclames en films, waaronder The Stepfather II en It van Stephen King. Hij werd door velen ‘the hottest boy that ever lived’ genoemd.
Op 11 november 2003 werd Brandis opgehangen in zijn appartement gevonden door vrienden. Hij werd naar het ziekenhuis gebracht. Hulp mocht niet meer baten; de dag erop overleed hij op 27-jarige leeftijd aan zijn verwondingen.

## Filmografie
- Bad Girls from Valley High (2005) - Drew
- Puerto Vallarta Squeeze (2004) - Agent Neil Weatherford
- 111 Gramercy Park (televisiefilm, 2003) - Will Karnegian
- The Year That Trembled (2002) - Casey Pedersen
- Hart's War (2002) - Pvt. Lewis P. Wakely
- Ride with the Devil (1999) - Cave Wyatt
- Outside Providence (1999) - Mousy
- Aladdin's Arabian Adventures: Magic Makers (video, 1998) - Mozenrath
- Between the Sheets (1998) - Robert Avacado
- Two Came Back (televisiefilm, 1997) - Jason
- Fall Into Darkness (televisiefilm, 1996) - Chad
- SeaQuest DSV (televisieserie) - Lucas Wolenczak (58 afl., 1993-1996)
- Born Free: A New Adventure (televisiefilm, 1996) - Randal 'Rand' Everett Thompson
- Her Last Chance (televisiefilm, 1996) - Preston
- Good King Wenceslas (televisiefilm, 1994) - Prince Wenceslas
- Aladdin (televisieserie) - Mozenrath (afl. onbekend, 1994-1995)
- Sidekicks (1992) - Barry Gabrewski
- Crossroads (televisieserie) - Michael Stahl (afl. Freedom of the Road, 1992)
- Ladybugs (1992) - Matthew/Martha
- Pros and Cons (televisieserie) - Rol onbekend (afl. Once a Kid, 1991)
- Blossom (televisieserie) - Stevie (afl. To Tell the Truth, 1991)
- Our Shining Moment (televisiefilm, 1991) - Michael 'Scooter' McGuire
- The Wonder Years (televisieserie) - Steve (afl. The Yearbook, 1991)
- Gabriel's Fire (televisieserie) - Matthew Fixx (afl. Truth and Consequences, 1991)
- IT (televisiefilm, 1990) - William 'Stuttering Bill' Denbrough, 12 jaar
- The Flash (televisieserie) - Terry Cohan (afl. Child's Play, 1990)
- The NeverEnding Story II: The Next Chapter (1990) - Bastian Bux
- The Munsters Today (televisieserie) - Matt Glover (afl. The Silver Bullet, 1990)
- Ghost Dad (1990) - Additionele stemmen (voice-over)
- Alien Nation (televisieserie) - Andron (afl. The Touch, 1990)
- Murder, She Wrote (televisieserie) - Kevin Bryce (afl. If the Shoe Fits, 1990)
- Stepfather II (1989) - Todd Grayland
- Who's the Boss? (televisieserie) - Paul (afl. Your Grandmother's a Bimbo, 1989)
- Full House (televisieserie) - Michael (afl. A Little Romance, 1989)
- Oliver & Co. (1988) - Additionele stemmen (voice-over)
- Webster (televisieserie) - Bobby (afl. Take My Cousin, Please, 1988)
- The Wrong Guys (1988) - Kid Tim
- Mars: Base One (televisiefilm, 1988) - Rol onbekend
- Poor Little Rich Girl: The Barbara Hutton Story (televisiefilm, 1987) - Lance, 11 jaar
- L.A. Law (televisieserie) - Kevin Talbot (afl. The Wizard of Odds, 1987, Cannon of Ethics, 1987)
- Fatal Attraction (1987) - Gast op feestje
- Good Morning, Miss Bliss (televisieserie) - Michael Thompson (pilotaflevering 1987)
- Sledge Hammer! (televisieserie) - Jonge Sledge (afl. They Shoot Hammers, Don't They?, 1986)
- Mystery Magical Special (televisiefilm, 1986) - Jonathan
- Kate & Allie (televisieserie) - Chips vriend (afl. Odd Boy Out, 1984)
- One Life to Live (televisieserie) - Jonge Kevin Riley Buchanan (afl. onbekend, 1982)

- Bibsys: 6025810
- Bibliothèque nationale de France: cb13988802m (data)
- Gemeinsame Normdatei: 1062151895
- International Standard Name Identifier: 0000 0000 7839 0126
- Library of Congress Control Number: no00000306
- MusicBrainz: 59b0204f-1b1a-43fe-adee-80ae7bdb1789
- Nationale Bibliotheek van Tsjechië: xx0066123
- Nationale bibliotheek van Australië: 40652872
- Nationale Bibliotheek van Israël: 987007401054405171
- Nationale Bibliotheek van Polen: a0000001839193
- Nederlandse Thesaurus van Auteursnamen: 086391917
- SNAC: w6wz0fv4
- Système universitaire de documentation: 081946988
- Virtual International Authority File: 9382541
- WorldCat: E39PBJmdrCpQ6yDRXTWKX4JkXd